# Höör
Höör – miejscowość (tätort) w południowej Szwecji, w regionie administracyjnym (län) Skania. Siedziba władz (centralort) gminy Höör.
Miejscowość położona jest w środkowej części prowincji historycznej (landskap) Skania, ok. 30 km na południowy zachód od Hässleholm. Höör wraz z obszarem gminy zaliczane jest od 2005, według definicji Statistiska centralbyrån (SCB), do obszaru metropolitalnego Malmö (Stor-Malmö).
Höör leży przy linii kolejowej Malmö – Katrineholm (Södra stambanan), co przyczyniło się do rozwoju miejscowości w 2 poł. XIX w. Budynek stacyjny oddano do użytku w 1858 r. Od 1917 w pisowni nazwy miejscowości używa się dwóch liter „ö”. Jest to jeden z nielicznych wyjątków w przyjętej w języku szwedzkim regule, że nie dubluje się dwóch długich samogłosek obok siebie. Powodem tej zmiany były problemy z pocztą. Na listach wysyłanych w granicach jednej miejscowości wpisywano wówczas obok nazwiska jako nazwę docelową „HÄRSTÄDES” lub po prostu „HÄR” (tutaj). Z tego powodu część niedbale zaadresowanych przesyłek trafiała do Hör w Skanii.
W miejscowości znajduje się XII-wieczny kościół.
W 2010 Höör liczyło 7865 mieszkańców.